# Hållsjöskogens naturreservat
Hållsjöskogens naturreservat är ett naturreservat i Hällefors kommun i Örebro län.
Området är naturskyddat sedan 2024 och är 587 hektar stort. Reservatet ligger norr om Karlskoga och består av gammal barrskog med inslag av myrmarker och sumpskogar.